# 스타니스와프 스크로바체프스키
스타니스와프 파베우 스테판 얀 세바스티안 스크로바체프스키(폴란드어: Stanisław Paweł Stefan Jan Sebastian Skrowaczewski, 1923년 10월 3일~2017년 2월 21일)는 폴란드의 작곡가이자 지휘자이다.

## 발자취
폴란드의 르부프에서 후두 전문의인 아버지와 피아니스트인 어머니 사이에서 태어났다. 4세에 플로렌티나 리스토프스카와 피아노 수업을 시작하여 7세에 모차르트풍의 관현악 서곡을 쓰고 아버지 동료와 비정규 바이올린 수업도 받았다. 11세에 르부프 라디오 스튜디오에서 첫 공식 연주회를 열고 피아니스트로 데뷔하였다. 이때 하이든과 바흐로 구성된 프로그램은 폴란드 전역에서 방송되었다. 13세에 베토벤의 피아노 협주곡 3번을 연주하면서 직접 지휘하였다. 르부프 음악원에서 작곡과 지휘를 배우면서 대학교에서는 물리학, 화학, 철학을 공부하였다. 그러나 제2차 세계 대전 중 독일의 공습으로 집 근처의 벽이 떨어지며 손의 신경과 뼈가 손상되어 광범위한 수술을 받았지만 원래의 피아니스트의 길을 단념하였다. 이후 작곡과 지휘 공부로 전향하여 크라쿠프 음악원에서 로만 팔레스테르, 발레리안 비에르디아예프에게 각각 작곡과 지휘를 배웠다. 폴란드가 분할되고 전쟁 말기에 르부프를 떠났을 때 처음 두 교향곡의 자필 총보는 버릴 수 밖에 없었다. 크라쿠프에서 바르샤바 국립 필하모니 관현악단을 지휘하였을 때, 프랑스 대사가 감동 한 것이 인연이 되어 장학금을 받고 2년 동안 파리에 유학하였다. 그곳에서 나디아 불랑제, 아르튀르 오네게르, 파울 클레츠키를 사사하고, 전위 작곡가 조직 'Groupe Zodiaque'를 공동 창설하였다.
1940년대 후반부터 본격적인 지휘 활동에 들어가 1946 - 47년 브로츠와프 필하모닉의 부지휘자를 역임한 후, 1948년 라디오 프랑스 필하모니 관현악단을 지휘한 쇼스타코비치의 교향곡 5번 공연은 파리 초연으로 기록되었다. 실롱스크 필하모닉 (1949 - 53년), 크라쿠프 필하모닉 (1954 - 56년), 바르샤바 국립 필하모닉 (1956 - 59년)의 음악 감독 및 영구 지휘자를 역임하였다. 1956년에 로마의 산타 체칠리아 국제 지휘자 콩쿠르에서 우승하고 1958년에는 조지 셀의 초청으로 클리블랜드 관현악단을 지휘하고 미국 무대에 등장하였다. 그 후, 1959년 그와 그의 아내 크리스티나는 이미 당국에 의해 면밀한 감시하에 있어 공산 체제 폴란드를 떠나 미국 미니애폴리스에 거점을 두어 세계 각지에서 활약을 하였다. 이후 뉴욕 필하모닉, 피츠버그 교향악단, 신시내티 교향악단에 객원 출연하였다. 1964년 베토벤의 피델리오를 지휘하며 빈 국립 오페라에 데뷔하였고, 1968년 잘츠부르크 축제에서 빈 필하모니 관현악단을 지휘하였다. 1970년 메트로폴리탄 오페라에서 모차르트의 마술피리를 지휘하여 데뷔하였다. 1960 - 79년까지 미니애폴리스 교향악단 (1968년 미네소타 관현악단으로 개칭)의 음악 감독으로 오케스트라 홀 건립의 핵심 인물이었다. 1983 - 92년에는 영국 할레 관현악단의 수석 지휘자를 역임하고 미네소타 관현악단의 계관 지휘자 외 자르브뤼켄 카이저슬라우테른 독일 방송 필하모니의 수석 객원 지휘자이기도 하였다. 그 밖에 세인트 폴 실내악단 (1987 - 88년), 밀워키 교향악단 (1995 - 97년)에서는 음악 고문이었다.
작곡가로서 《Symphony for Strings》의 편곡판 '현악 사중주'는 1953년 리에주 콩쿠르, 《Overture 1947》는 시마노프스키 콩쿠르에서 입상하였으며, 《Symphonic Suite》는 1956년 모스크바의 작곡 콩쿠르에서 금메달을 수상하였다. 《Passacaglia Immaginaria》와 2악장에 '안톤 브루크너의 승천(昇天)'이라는 부제가 붙은 《Concerto for Orchestra》는 퓰리처상에서 각각 1997, 1999년 최종 후보에 올랐다. 1988년 필라델피아 관현악단의 여름 시즌 동안 새러토가 공연예술센터의 상주 작곡가이었으며, 2001년 자작곡만으로 수록한 음반이 올버니 레코드에서 발매되었다.
브루크너의 지휘로 세계적으로 정평이 있어, 브루크너 교향곡의 해석으로 1979년 말러 브루크너 협회에서 금메달, 2002년 미국 브루크너 협회에서 킬레니 명예 훈장을 수여하였다. 자르브뤼켄 방송 교향악단이 연주하고 아르테 노바(현재 욈스 클래식스)가 출시한 '브루크너 교향곡 전집'은 전세계에 찬사를 받아 최우수 18-19세기 관현악곡 해석으로 '2002 칸 클래식상'을 수상하였다. 2007년 4월 요미우리 일본 교향악단의 제8대 상임 지휘자로 취임하였다. 2010년 4월부터 계관 명예 지휘자의 직함을 갖고 있었다. 2011년 5월에는 25년 만에 베를린 필하모니 관현악단에 객원 출연하여 호평을 받았다. 2014년 2월 미네소타 실내악 협회가 주최한 그의 90세 기념 연주회에 건서 슐러, 존 하비슨, 스티븐 스터키, 폴 쇤필드가 곡을 헌정하여 직접 초연을 지휘하였다. 생애 말년에는 레퀴엠을 작곡하고 있었다.

## 부고
2016년 11월부터 뇌졸중을 앓고 있던 중에 21일 오후 그의 경영진과 미네소타 오케스트라에 의해 그의 사망 소식이 발표되었으며, 미니애폴리스 근교 세인트 루이스 파크에 있는 감리교 병원에서 확인되었다. 장례식은 3월 28일 오케스트라 홀에서 열렸다.

## 어록
| “ | 나에게 예술은 미지(未知)의 것과의 대화이다. 이 대화에는 알 수 없는 것을 깨닫도록 끊임없이 바라며 생사(生死), 사랑과 학대, 희생과 구속의 의미와 같은 전 인류의 근본적인 관심사를 담고 있다. | ” |

## 작품 목록

### 작곡
- Symphony No. 1, 1936
- Symphony No. 2, 1945
- Overture 1947
- Symphony for Strings, 1947-49
- Ugo and Parisina 1949
- Symphony of Victory 1954
- Music at Night, 1949, revised 1977
- Concerto for English Horn and Orchestra, 1969
- Ricercari Notturni, 1977
- Concerto for Clarinet and Orchestra, 1981
- Concerto for Violin and Orchestra, 1985
- Concerto for Orchestra, 1985, revised 1998
- Fanfare for Orchestra, 1987
- Triple Concerto, 1991
- Gesualdo di Venosa (6 Madrigals), 1992
- Chamber Concerto, 1993
- Passacaglia Immaginaria, 1995
- Concerto Nicolò for Piano Left Hand and Orchestra, 2003
- Symphony No. 5, 2003
- Trio, 1982-84
- Fantasie per Quarttro, 1984
- Fantasie per Sei, 1988
- String Trio, 1991

### 편곡
- 바흐 - Toccata & Fugue in D Minor
- 라모 - Suite from 6 Concerts en Sextuor
- 브루크너 - Adagio from String Quintet
- 존 스태포드 스미스 - The Star-Spangled Banner

## 관련 서적
Seeking the Infinite - Dr. Frederick Edward Harris Jr. (2011)

## 참고 문헌
- https://web.archive.org/web/20170425105917/http://pmc.usc.edu/composer/skrowaczewski.html
- https://archive.today/20170226043859/http://culture.pl/en/artist/stanislaw-skrowaczewski
- http://www.npr.org/sections/deceptivecadence/2017/02/21/516498062/beloved-conductor-of-the-minnesota-orchestra-stanislaw-skrowaczewski-dies
- https://web.archive.org/web/20170227100306/http://www.sr.de/sr/sr2/themen/musik/20170222_nachruf_skrowaczewski100.html
- https://www.br-klassik.de/aktuell/news-kritik/stanislaw-skrowaczewski-tot-nachruf-trauer-100.html
- The McKnight Foundation - 2004 MCKNIGHT DISTINGUISHED ARTIST